# Sette Sorelle (Mosca)
1 Edificio principale dell'Università statale di Mosca
2 Hotel Ucraina
3 Ministero degli affari esteri
4 Edificio residenziale in Kotel'ničeskaja naberežnaja
5 Ministero dell'industria pesante
6 Edificio residenziale in piazza Kudrinskaja
7 Hilton Moscow Leningradskaya Hotel
Le Sette Sorelle (in russo Сталинские высотки?, Stalinskie Vysotki, ovvero "grattacieli di Stalin") sono un gruppo di grattacieli di Mosca particolarmente rappresentativi del classicismo socialista. 

## Storia

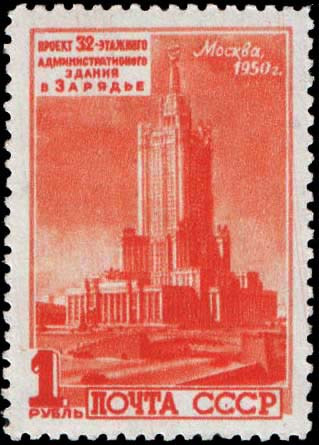
Francobollo con il progetto della torre Zaryadye (1950)

Gli edifici vennero costruiti tra il 1947 e il 1957, in un'elaborata combinazione di stile barocco elisabettiano e gotico con la tecnologia anche usata nella costruzione dei grattacieli statunitensi. Al tempo della loro costruzione erano tra gli edifici più alti in Europa e in particolare l'edificio principale dell'Università statale di Mosca, con i suoi quasi 240 metri di altezza, fu l'edificio più alto d'Europa tra il 1953 - anno della sua inaugurazione - fino al 1990, quando terminò la costruzione del Messeturm a Francoforte sul Meno.
Originariamente i grattacieli in progetto erano otto, numero che avrebbe dovuto simboleggiare gli otto secoli della capitale (1147-1947). La torre Zaryadye, progettata dall'architetto Dmitrij Nikolaevič Čečulin, non fu però mai costruita. L'aspetto che avrebbe dovuto avere è immortalato su un francobollo emesso dalle poste sovietiche nel 1950.

Un edificio del medesimo stile delle Sette Sorelle fu invece costruito per volere di Stalin a Varsavia tra il 1952 e il 1955. Conosciuto come Palazzo della Cultura e della Scienza è alto 237 metri e fino al 2019 fu l'edificio più alto della Polonia. Nel 2020 è previsto il suo superamento da parte della torre Varso, in costruzione dal 2016.
A Mosca un ottavo grattacielo che richiama esplicitamente le forme dei primi sette fu invece realizzato tra il 2001 e il 2005: si tratta del Triumph-Palace, che fu per un certo tempo il più alto d'Europa.

## Lista degli edifici
| Nome                                                 | Nome in russo                                    | Altezza | Numero di piani                | Stazione della metro più vicina | Anno di costruzione | Immagine |
| ---------------------------------------------------- | ------------------------------------------------ | ------- | ------------------------------ | ------------------------------- | ------------------- | -------- |
| Edificio principale dell'Università statale di Mosca | Гла́вное зда́ние МГУ                               | 240 m   | 36                             | Universitet                     | 1953                |          |
| Hotel Ucraina                                        | Гостиница « Украина »                            | 198 m   | 34                             | Kievskaja                       | 1957                |          |
| Sede del Ministero degli affari esteri               | Здание Министерства иностранных дел России (МИД) | 172 m   | 27                             | Smolenskaja                     | 1953                |          |
| Edificio residenziale in Kotel'ničeskaja naberežnaja | Жилой дом на Котельнической набережной           | 176 m   | 26                             | Taganskaja-Radial'naja          | 1952                |          |
| Torre del Ministero dell'Industria Pesante           | Административно-жилое здание                     | 133 m   | 24                             | Krasnye Vorota                  | 1953                |          |
| Edificio residenziale in piazza Kudrinskaja          | Жилой дом на Кудринской площади                  | 160 m   | 22                             | Krasnopresnenskaja              | 1954                |          |
| Hilton Moscow Leningradskaya Hotel                   | Гостиница « Ленинградская »                      | 136 m   | 26 (dei quali 19 utilizzabili) | Komsomol'skaja-Radial'naja      | 1954                |          |